# Лореш (парафія)
Лореш (порт. Loures; МФА: [ˈɫo.ɾɨʃ]) — парафія в Португалії, у муніципалітеті Лореш. Розташована в західній частині країни, на теренах історичної португальської провінції Ештремадура. Входить до складу округу Лісабон. За адміністративним поділом, чинним до 1976 року, терени парафії були складовою провінції Ештремадура. Належить до Лісабонського патріархату Католицької церкви. Патрон — Діва Марія. Площа — 32,8150 км². Населення — 26769 ос. (2011). Сильно урбанізований регіон. Густота населення — 815,75 осіб/км²
. Код — 110707.

## Населення
| Кількість мешканців | Кількість мешканців | Кількість мешканців | Кількість мешканців | Кількість мешканців | Кількість мешканців | Кількість мешканців | Кількість мешканців | Кількість мешканців | Кількість мешканців | Кількість мешканців | Кількість мешканців | Кількість мешканців | Кількість мешканців | Кількість мешканців |
| ------------------- | ------------------- | ------------------- | ------------------- | ------------------- | ------------------- | ------------------- | ------------------- | ------------------- | ------------------- | ------------------- | ------------------- | ------------------- | ------------------- | ------------------- |
| 1864                | 1878                | 1890                | 1900                | 1911                | 1920                | 1930                | 1940                | 1950                | 1960                | 1970                | 1981                | 1991                | 2001                | 2011                |
| 4 515               | 4 477               | 4 794               | 4 829               | 5 119               | 4 428               | 4 781               | 5 013               | 6 089               | 7 623               | 13 736              | 32 874              | 19 636              | 24 237              | 27 362              |